# سوق المطلقات
سوق المُطَلّقات هو سوق في مدينة نواكشوط عاصمة موريتانيا أُقيم منذ أواسط الثمانينات لبيع الأثاث والأغراض المنزلية الجديدة والمستعملة والأفرشة والأواني والملابس المستعملة بأسعار رخيصة، يُعدّ جاذباً للسياحة المحلية بسبب اسمه، كان اسمه سوق الرحمة ثم سُمي سوق المطلقات لكثرة إقبال المطلقات عليه لبيع أثاثهن المتبقي مِن بيت الزوجية، وليس كل البائعات في السوق مطلقات، قالت العالية بنت كليب وهي تاجرة في هذا السوق "تعرفون أن الطلاق منتشر بشكل كبير في موريتانيا، والمطلقة غالبا ما تعود لبيت أسرتها، لذلك تبيع العفش الذي تقضي العادات أن يبقى لها بعد الطلاق، ونحن هنا نشتري من المطلقات أحيانا ونساعد بعضهن أحيانا أخرى على أن ينسين الماضي ويصبحن تاجرات في السوق، ومن هنا جاء الاسم.